# Södertälje landsförsamling
Södertälje landsförsamling var en församling i Strängnäs stift i nuvarande Södertälje kommun i Stockholms län. Församlingen delades 1946 då den östra delen som hade samma utsträckning som Östertälje landskommun bildade Östertälje församling och den västra delen uppgick i Södertälje församling. 

## Administrativ historik
Församlingen fanns senast från 1600-talet som en gemensam församling för Tälje socken (Västertälje socken) och Tälbo socken (Östertälje socken) och var till 1946 annexförsamling i pastoratet Södertälje stadsförsamling, Södertälje landsförsamling och Tveta. Församlingen delades 1946 då den östra delen som hade samma utsträckning som Östertälje landskommun bildade Östertälje församling och den västra delen uppgick i Södertälje församling.

## Kyrkor
- Som församlingskyrka användes Sankta Ragnhilds kyrka gemensamt med stadsförsamlingen
- Hagabergs kapell